# Cryolite
La cryolite est une espèce minérale composée de fluorure double de sodium et d'aluminium, de formule Na3AlF6, également noté 3NaF,AlF3. Les rares cristaux peuvent atteindre 3 cm.
La cryolite est principalement utilisée pour la production d'aluminium et dans l'industrie des céramiques. Elle a été découverte sur la côte ouest du Groenland. C'est un minéral rare ; aussi, pour faire face aux besoins de l'industrie, la cryolite est produite artificiellement.

## Historique de la description et appellations

### Inventeur et étymologie
À la fin du XVIIIe siècle, un cargo de la Compagnie royale du commerce groenlandais ramène du Groenland des échantillons de divers minerais à Copenhague. Les premiers échantillons de cryolite ont été étudiés par Heinrich Christian Friedrich Schumacher en 1795 (professeur de médecine, botaniste et minéralogiste à l'Académie royale de chirurgie) puis par le brésilien José Bonifácio de Andrada e Silva, mais c'est la description du  danois Peter Christian Abildgaard qui fait référence en 1799. De Andrada rapporta que la cryolite avait un aspect transparent et brillant et qu'elle avait la propriété de fondre sous l'action d'une flamme, comme de la glace. 
Le terme « cryolite »  signifie « pierre gelée » en grec (κρύος « froid », λίθος « pierre »). Les habitants du Groenland l'appelaient orsukksiksæt.
L'analyse chimique de la cryolite a été faite de manière indépendante par Martin Heinrich Klaproth à Berlin et Louis-Nicolas Vauquelin à Paris.

### Topotype
- Gîte de cryolite d'Ivigtut à Ivittuut, dans le sud-est du Groenland Ouest.
- Les échantillons types sont conservés à l'Université de Copenhague, au Danemark.

### Synonymie
- alumine fluatée alkaline (René-Just Haüy, 1801)[10]
- cryolithe

## Caractéristiques physico-chimiques

### Critères de détermination
La cryolite est un minéral transparent à translucide, d'éclat vitreux et de couleur incolore, blanche, grise, parfois d'un brun rougeâtre à brun-noir. Soumise à un rayonnement ultraviolet, elle est fluorescente et thermoluminescente. Son trait est blanc et sa fracture irrégulière. Son habitus est massif, elle forme des groupes de cristaux à orientations parallèles. Son faciès est prismatique, pseudocubique, pseudoquadratique ou cuboïde ; il présente des faces striées.
Il s'agit d'un minéral peu dur : sa dureté, de 2,5 à 3 sur l'échelle de Mohs, situe la cryolite entre le gypse et la calcite. Sa densité est faible et a une valeur de 2,95.
Dans les applications industrielles, elle se présente le plus souvent sous forme de poudre blanche.
La cryolite est soluble dans l'acide sulfurique concentré chaud, dégageant du HF (fluorure d'hydrogène) sous forme de gaz et des sulfates de sodium et d'aluminium. Elle fond à 1 011 °C.

### Cristallochimie
Selon la classification de Strunz, la cryolite fait partie de la classe 3.CB.15 : classe des halogénures (III), plus précisément des halogénures complexes (3.C) contenant des néso-aluminofluorures (3.CB).
| Minéral    | Formule   | Groupe ponctuel | Groupe d'espace |
| ---------- | --------- | --------------- | --------------- |
| Cryolite   | Na3AlF6   | 2/m             | P21/n           |
| Elpasolite | K2NaAlF6  | m3m             | Fm3m            |
| Simmonsite | Na2LiAlF6 | 2/m             | P21/n           |

Selon la classification de Dana, la cryolite se trouve dans la classe des halogénures complexes et aluminofluorides (classe 11) de formules chimiques diverses (11.06) et plus précisément dans le groupe de la cryolite (11.06.01), qui ne contient que la cryolite et la simmonsite.

### Cristallographie
À température ambiante, la cryolite cristallise dans le système cristallin monoclinique, de groupe d'espace P21/n (Z = 2 unités formulaires par maille conventionnelle).
- Paramètres de maille : {\displaystyle a} = 5,402 Å, {\displaystyle b} = 5,596 Å, {\displaystyle c} = 7,756 Å, β = 90,28° ; V = 234,5 Å3
- Masse volumique calculée = 2,97 g/cm3

Les cations Al3+ sont en coordination octaédrique légèrement déformée d'anions F−.
Les cations Na+ occupent deux sites non-équivalents, Na1 et Na2 :
- Na1 est en coordination octaédrique légèrement déformée de F− ;
- Na2 a pour voisins 8 anions F−.

Les octaèdres AlF6 et Na1F6 sont reliés dans les trois directions de l'espace par leurs sommets. La structure de la cryolite est dérivée de la structure pérovskite ABX3, avec un site A occupé par Na2 et un site B partagé de façon alternée entre Na1 et Al. La différence de taille entre les octaèdres AlF6 et Na1F6 (longueurs de liaison moyennes Al-F = 1,808 Å et Na-F = 2,257 Å) conduit à une rotation des octaèdres par rapport à la structure pérovskite idéale.
À 565 °C, la cryolite subit une transition de phase structurelle et devient cubique, de groupe d'espace Fm3m (Z = 4) avec {\displaystyle a} = 8,023 Å (V = 516,5 Å3, masse volumique calculée : 2,7 g/cm3 à 800 °C). Les sites de fluor deviennent désordonnés et sont occupés à 25 % autour des axes quaternaires de rotation, indiquant des fluctuations spatiales et temporelles des atomes. Ces fluctuations d'origine thermique permettent de compenser localement les problèmes créés par la différence de taille entre les octaèdres AlF6 et Na1F6. Les longueurs de liaison moyennes sont Na1-F = 2,343 Å, Na2-F = 2,323 Å et Al-F = 1,808 Å à 800 °C.

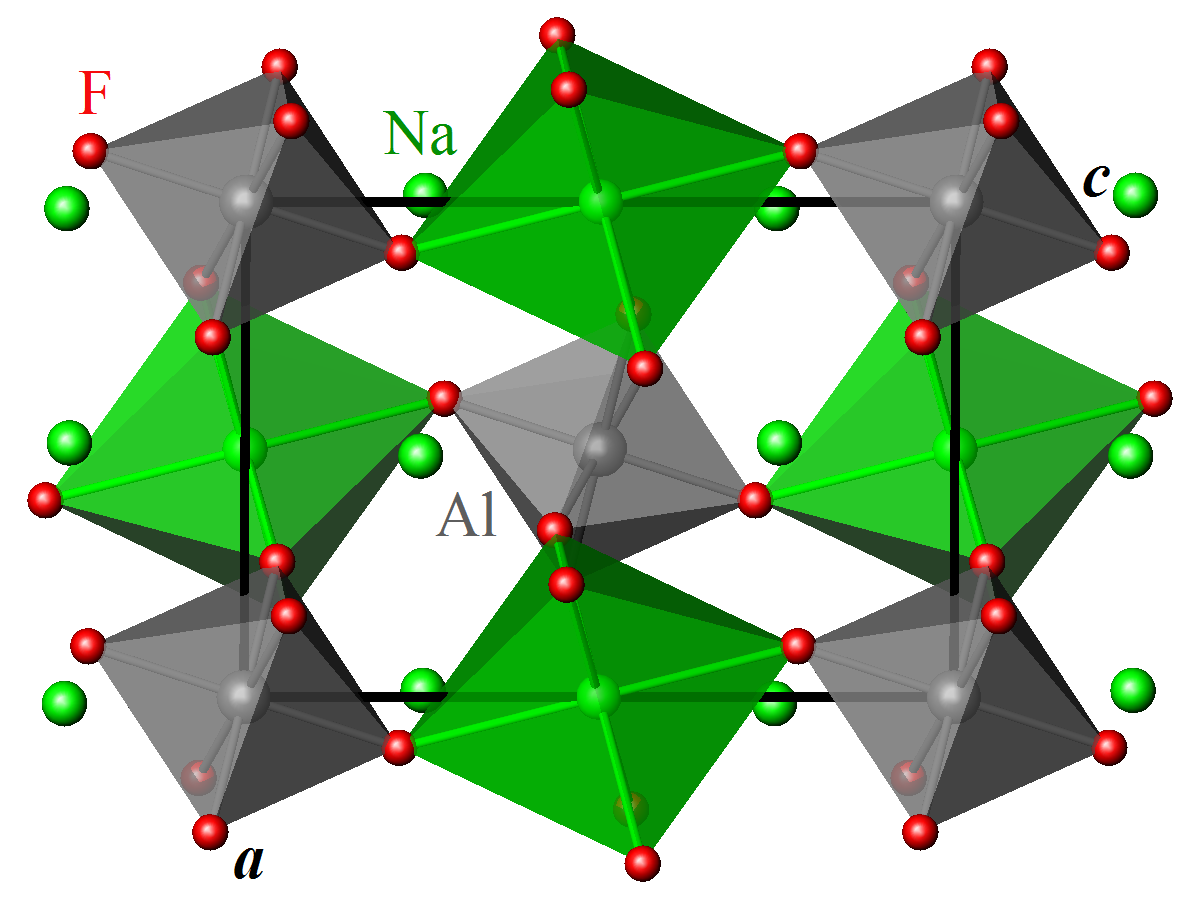
Structure de la cryolite à température ambiante, projetée sur le plan (a, c). Gris : Al, vert : Na, rouge : F.
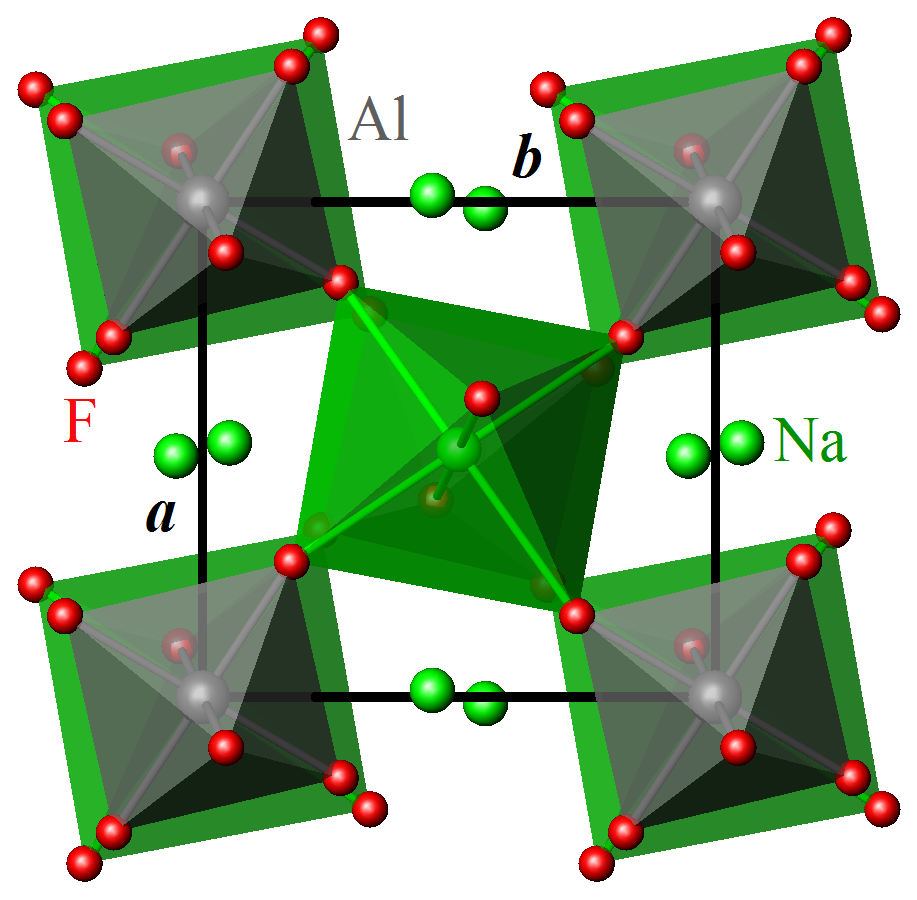
Structure de la cryolite à température ambiante, projetée sur le plan (a, b). Gris : Al, vert : Na, rouge : F.
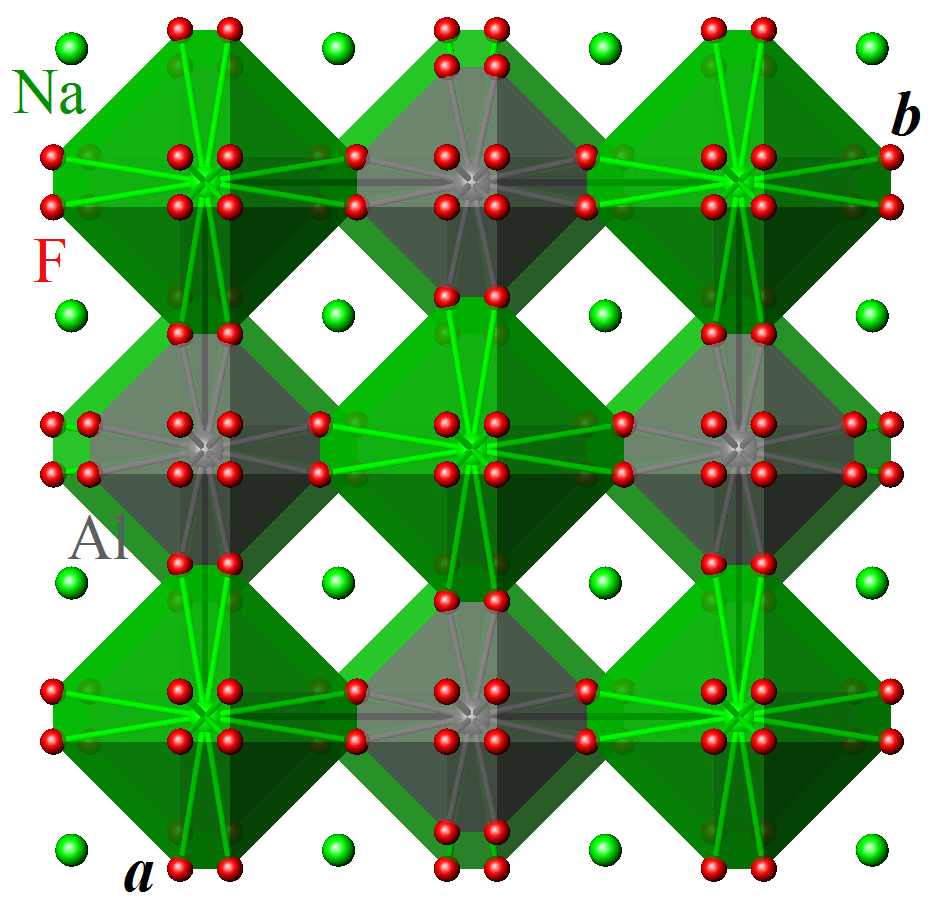
Structure de la cryolite à 800 °C, projetée sur le plan (a, b). Gris : Al, vert : Na, rouge : F.

## Gîtes et gisements

### Gîtologie et minéraux associés
La cryolite est un minéral qui apparaît dans un stade avancé de la décomposition de certaines pegmatites granitiques, car du gisement topotype. Après avoir exploré le Groenland, l'allemand Karl Ludwig Giesecke, employé par la Compagnie royale du commerce groenlandais, montra en 1820 que la cryolite n'était que peu présente. Le gisement se situait dans la baie de Arsuk, près de la ville appelée Ivittuut. La mine qui exploitait ce gisement a fermé en 1987. Pour l'économiste Arindam Banerjee l'exploitation de la cryolite du Groenland a contribué à près de 400 milliards d'euros à l'économie danoise.
Elle se trouve dans les granites alcalins stannifères, mais aussi dans les rhyolites à topaze, riches en fluor, et en amas dans les veines de carbonatites dans les gneiss à biotite fénitisé.

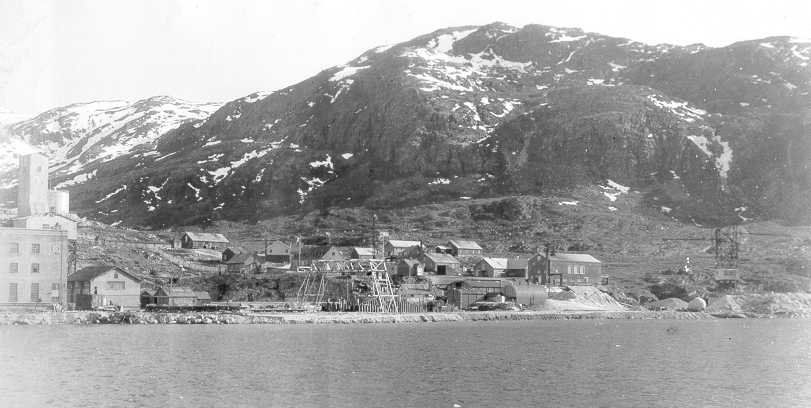
Mine d’Ivittuut en été 1940

La cryolite peut être trouvée associée à plusieurs minéraux :
- sidérite, topaze pyrrhotite, fluorite et autres fluorures : pachnolite, thomsénolite, cryolithionite, chiolite ; ces quatre fluorures provenant généralement de l'altération de la cryolite (pour Ivittuut) ;
- sodalite, villiaumite, eudialyte, lovozerite, natrolite, chabazite, aegirine (Mont Saint-Hilaire, Québec).

### Gisements producteurs de spécimens remarquables
- Canada

Carrière Poudrette, mont Saint-Hilaire, Rouville Co., Montérégie, Québec
- Groenland

Gîte de cryolite d'Ivigtut, Ivittuut, dans le sud-est du Groenland Ouest : topotype
- Namibie

Kalkfeld, District de Damaraland, région de Kunene
- Tchéquie

Huber stock, Jáchymov (St Joachimsthal), région de Karlovy Vary, Bohème
- Brésil

Gisement de Pitinga, Madeira granite, Amazonia

## Utilisations

### Aluminium
La cryolite est principalement utilisée comme fondant dans la production d'aluminium. Elle est mélangée à l'alumine extraite de la bauxite. Le mélange est fondu aux environs de 950 °C et ensuite électrolysé.
Elle a été choisie parce qu'elle dissout les fluorures et les oxydes (dont l'alumine) mais pas l'aluminium pur (métallique), elle conduit le courant électrique et elle fond à 1 011 °C.

### Verre et céramique
Pour la fabrication des verres, la cryolite est utilisée comme fondant et opacifiant. De même, elle abaisse la viscosité du verre en fusion, facilitant ainsi la suppression des bulles.
Comme dans le cas de l'alumine, c'est grâce à son pouvoir de dissolution des oxydes (SiO2, CaO par exemple) qu'elle abaisse la température de fusion de ces oxydes en formant des eutectiques. Son pouvoir opacifiant est utilisé pour augmenter l'opalescence (couleur de l'opale, pierre semi-précieuse de couleur blanche nacrée à reflet de nacre) de certains verres.
Elle entre dans la composition de certains émaux blancs dans des proportions allant de 5 à 15 % en masse. Elle aide à donner un aspect glacé par l'apport de fluorure.

## Croissance des minéraux
L'unique gisement de cryolite ne peut fournir les besoins industriels.
Elle est fabriquée par diverses techniques reposant sur le mélange de : acide fluorhydrique (HF), fluorure de sodium (NaF), fluorure d'ammonium, acide fluosilicique, acide fluoborique, hydroxyde d'aluminium, sulfate d'aluminium, aluminate de sodium, soude (NaOH), carbonate de sodium, chlorure de sodium (NaCl), sulfate de sodium.
La production mondiale (avec le fluorure d'aluminium AlF3) est de plus de 400 000 tonnes par an.

## Production industrielle
La cryolithe est préparée à partir de tétrafluorure de silicium, résidu de la fabrication d'acide fluorhydrique.
3 SiF4 + 2 H2O → 2 H2SiF6 + SiO2
H2SiF6 + 6 NH3 + 2 H2O → 6 NH4F + SiO2
La seconde étape consiste à l'attaque de l'alumine par :
Al2O3 + 2 NaOH + 3 H2O → 2 Na[Al(OH4)-]
Finalement,
Na[Al(OH4)-] + 6 NH4F + 2 NaOH → Na3AlF6 + 6 NH3 + 6 H2O